# Süd (okręg administracyjny Frankfurtu nad Menem)
Süd, Frankfurt-Süd – 5. okręg administracyjny (Ortsbezirk) we Frankfurcie nad Menem, w kraju związkowym Hesja, w Niemczech. Liczy 91 741 mieszkańców (31 grudnia 2013) i ma powierzchnię 84,83 km². 

## Dzielnice
W skład okręgu wchodzi pięć dzielnic (Stadtteil): 
1. Flughafen
2. Niederrad
3. Oberrad
4. Sachsenhausen-Nord
5. Sachsenhausen-Süd